# Deposition
Deposition eller desublimation er en faseovergang direkte fra gas til fast form uden en mellemliggende væskefase.
F.eks. er resultatet af deposition af vanddamp fra luften på jorden rimfrost.